# Lodewijk van Joyeuse
Lodewijk van Joyeuse (11 januari 1622 - Parijs, 27 september 1654) was van 1647 tot aan zijn dood hertog van Joyeuse. Hij behoorde tot het huis Guise.

## Levensloop
Lodewijk was een zoon van hertog Karel I van Guise uit diens huwelijk met hertogin Henriëtte Catharina van Joyeuse. Nadat zijn vader eind 1630 in ongenade was gevallen bij koning Lodewijk XIII van Frankrijk, leefde Lodewijk tot in 1643 met de rest van zijn familie in ballingschap in Florence. Kort nadat het huis Guise de toelating had gekregen om terug te keren naar Frankrijk, werd hij in 1644 benoemd tot grootkamerheer van Frankrijk. In 1647 kreeg hij van koning Lodewijk XIV eveneens het hertogdom Joyeuse toegewezen, dat tijdens de ballingschap van zijn familie was geconfisqueerd door de troon.
Als kolonel-generaal van de lichte cavalerie diende hij in 1644 als vrijwilliger in het Beleg van Grevelingen en vocht hij ook in twee andere militaire campagnes in de Frans-Spaanse Oorlog. In september 1654 stierf hij in Parijs aan de gevolgen van een schotwond in zijn rechterarm, die hij had opgelopen toen hij nabij Atrecht een charge aan het uitvoeren was tegen de Spaanse vijand. Hij werd bijgezet in Joinville, waar ook zijn voorvaderen waren begraven.
Op 3 november 1649 huwde hij in Toulon met Marie Françoise van Valois (overleden in 1696), die in 1653 haar vader Louis Emanuel van Valois opvolgde als hertogin van Angoulême. Na een aantal jaar huwelijk werd de mentaal instabiele Marie Françoise opgesloten in de Abdij van Essey. Het echtpaar kreeg twee kinderen:
- Lodewijk Jozef (1650-1671), hertog van Joyeuse en Guise
- Catharina Henriëtte (1651-1655/1656)